# Nederland (Texas)
Nederland ist eine Stadt im US-Bundesstaat Texas. Das U.S. Census Bureau hat bei der Volkszählung 2020 eine Einwohnerzahl von 18.856 ermittelt.
Nederland ist der niederländische Name für die Niederlande.
Das Wappen wird von Tulpen geziert.

## Geschichte
Der Ort wurde 1897 von niederländischen Siedlern gegründet; daher stammt auch sein Name. Viele Bewohner tragen auch heute noch niederländische Namen und lernen Niederländisch. Im Jahr 1948 wurde der Ort zur Stadt erklärt.
Hurrikan Ike verwüstete die Stadt im Jahre 2008.

## Verkehr
Die Interstate 10 verläuft einige Kilometer nördlich der Stadt. 14 km südöstlich der Stadt befindet sich der Jack Brooks Regional Airport. American Eagle unterhält mit Regionaljets eine tägliche Verbindung zum Dallas/Fort Worth International Airport.

## Persönlichkeiten

### Söhne und Töchter der Stadt
- Davy Arnaud (* 1980), Fußballspieler
- Clay Buchholz (* 1984), Baseballspieler

### Persönlichkeiten mit Bezug zur Stadt
- Steve Barton (1954–2001), Musicaldarsteller und Schauspieler; aufgewachsen in Nederland
- Chris Stroud (* 1982), Golfer
- Kendrick Perkins (* 1984), Basketballspieler